# Амазонские евреи
Амазонские евреи (ивр. יהודי אמזונאס‎, исп. judíos amazónicos, порт. judeus amazônicos) — название смешанных рас еврейского марокканского и коренного происхождения, которые живут в бассейне Амазонки и речных деревнях Бразилии и Перу, включая Белен, Сантарен, Аленкер, Обидус и Манаус в Бразилии и Икитос в Перу.

## История
Их потомки имеют смешанное происхождение (метисы). В XXI веке в Белене насчитывается около 1000 еврейских семей, а в Манаусе около 140 таких семей, большинство из которых происходит от этих марокканцев XIX века. Часть выходцов из этих сообществ перебрались в другие бразильские города, включая Сан-Паулу и Рио-де-Жанейро. Ныне амазонские евреи по происхождению составляют порядка 20% от общего 120-тысячного еврейского населения Бразилии.
Небольшая еврейская община была основана в Икитосе иммигрантами из Марокко во время резкого бума конца XIX и начала XX веков. Помимо Лимы, с более крупной, в основном еврейской общиной ашкенази, Икитос имеет единственную организованную еврейскую общину в Перу. С конца XX века некоторые из этих сефардских потомков изучали иудаизм и формально обращались, чтобы быть принятыми Израилем в качестве евреев. С тех пор сотни людей из Икитоса эмигрировали в Израиль, в том числе около 150 с 2013 по 2014 год.